# Lipotriches hylaeoides
Lipotriches hylaeoides är en biart som först beskrevs av Carl Eduard Adolph Gerstäcker 1857.  Lipotriches hylaeoides ingår i släktet Lipotriches och familjen vägbin. Inga underarter finns listade i Catalogue of Life.